# Sulechów
Sulechówⓘ (anteriormente e logo após a Segunda Guerra Mundial, Cylichów; em alemão: Züllichau) é um município no oeste da Polônia. Pertence à voivodia da Lubúsquia, no condado de Zielona Góra. É a sede da comuna urbano-rural de Sulechów. Faz parte da “Tricidade da Lubúsquia”, uma associação que inclui oito comunas e um condado da voivodia da Lubúsquia: a cidade de Zielona Góra (a sede da Tricidade), a cidade de Nowa Sól, a comuna de Sulechów, a comuna de Czerwieńsk, a comuna de Nowogród Bobrzański, a comuna de Otyń, a comuna de Świdnica, comuna de Zabór e o condado de Nowa Sól.
Estende-se por uma área de 6,9 quilômetros quadrados, com 16 360 habitantes, segundo o censo de 31 de dezembro de 2021, com uma densidade populacional de 2 371 hab./km².

## Localização
Historicamente, Sulechów está incluída na Baixa Silésia. A partir de 1234, passou a pertencer ao Ducado de Głogów. Em 1482 — com o Ducado de Krosno, foi incorporada à Nova Marca. De 1815 a 1945, esteve localizada na Província de Brandemburgo e, desde 1945, está localizada no território da Polônia. De 1945 a 1950, administrativamente, pertencia à voivodia de Poznań, de 1950 a 1975 à “grande” voivodia de Zielona Góra e de 1975 a 1998 à “pequena” voivodia de Zielona Góra. Desde 1 de janeiro de 1999, faz parte da voivodia da Lubúsquia.
Segundo dados de 31 de dezembro de 2021, a área da cidade nos seus limites geodésicos é de 6,9 km².
Sulechów está localizada na bifurcação de duas estradas nacionais — a via expressa S3, que liga Świnoujście a Lubawka, e a estrada nacional n.º 32, que liga Poznań a Zielona Góra. O aeroporto de Zielona Góra-Babimost está localizado a 14 km da cidade.

## História

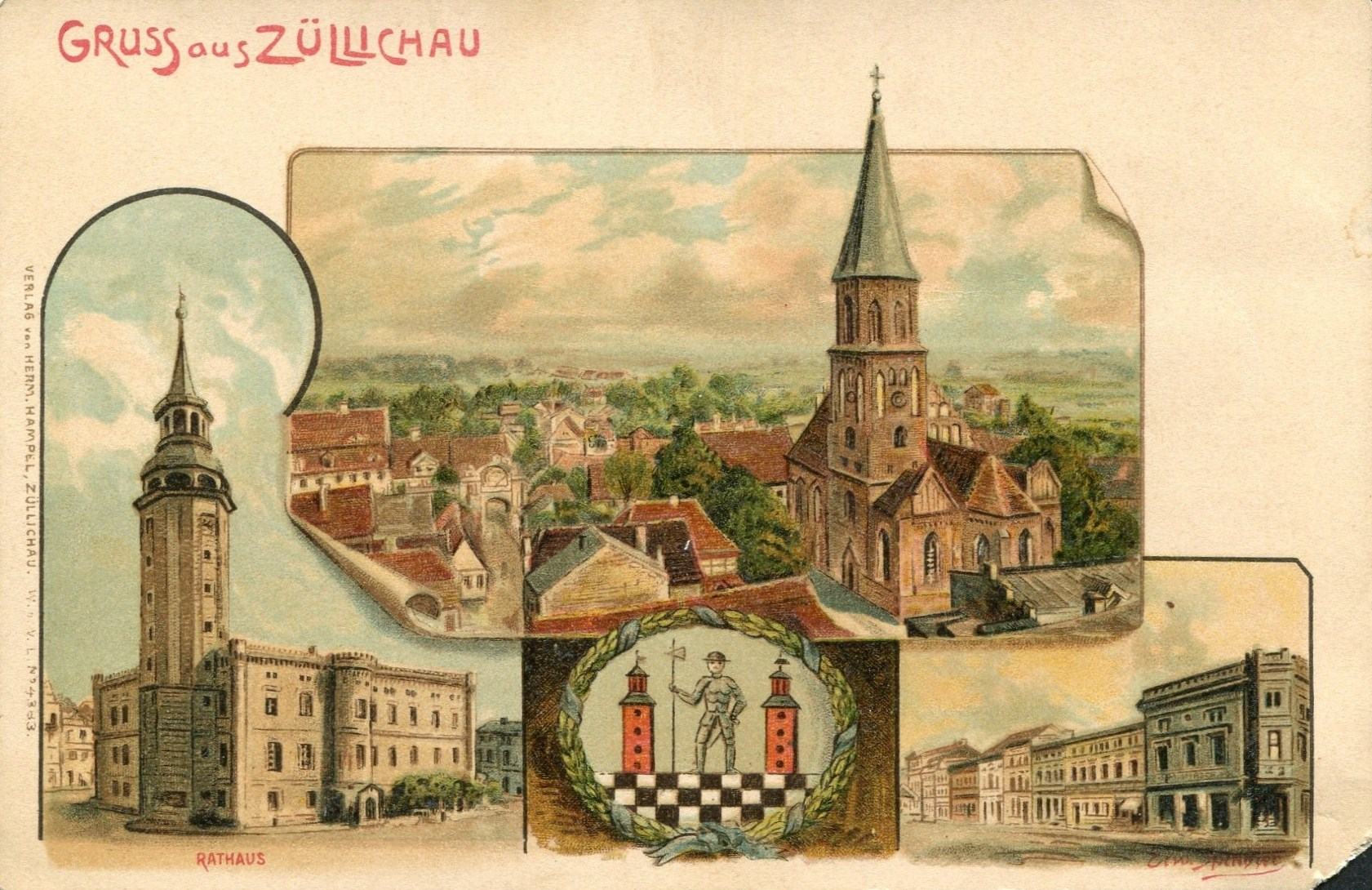
Cartão postal da virada do século XX

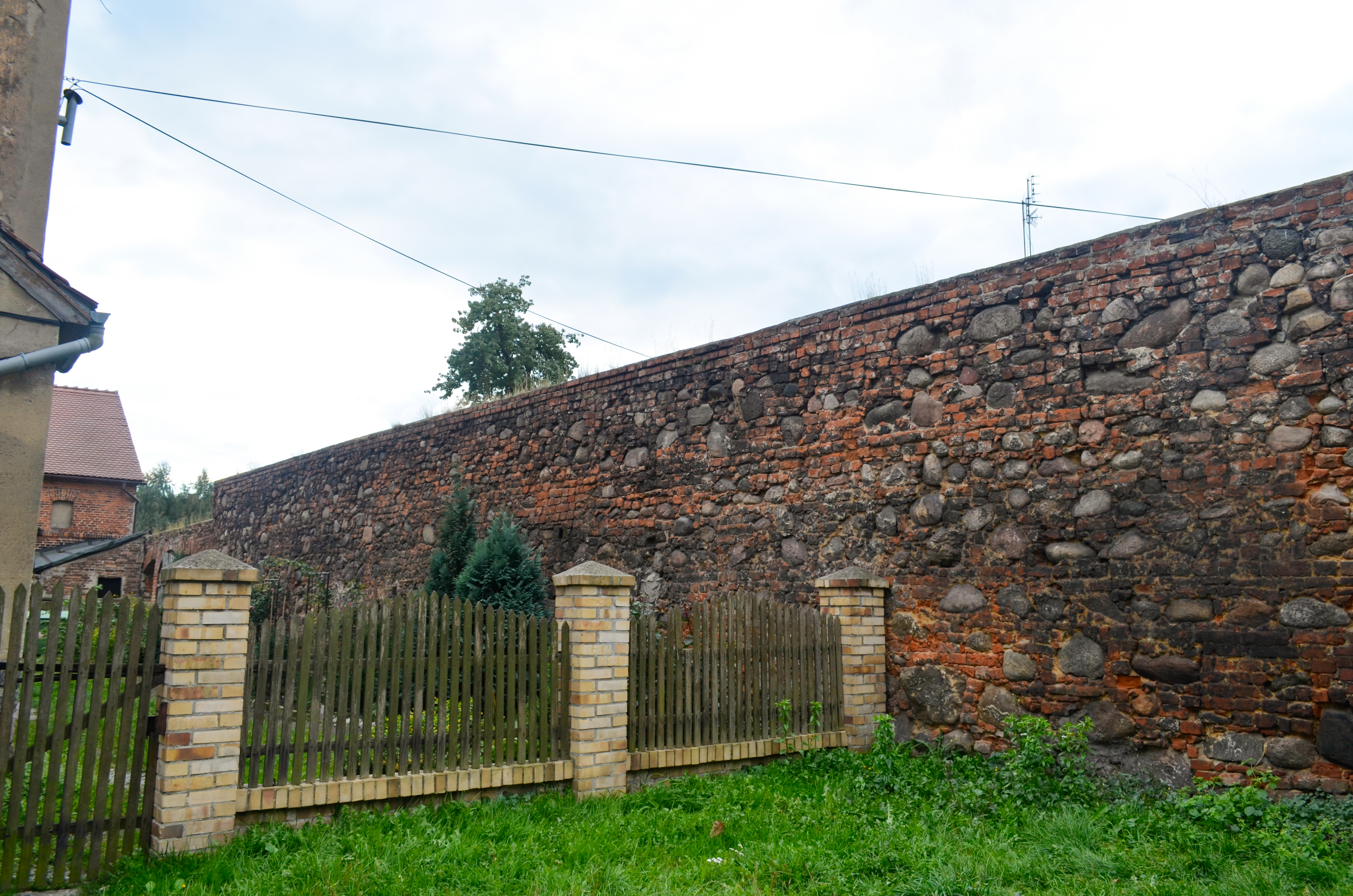
Muralha

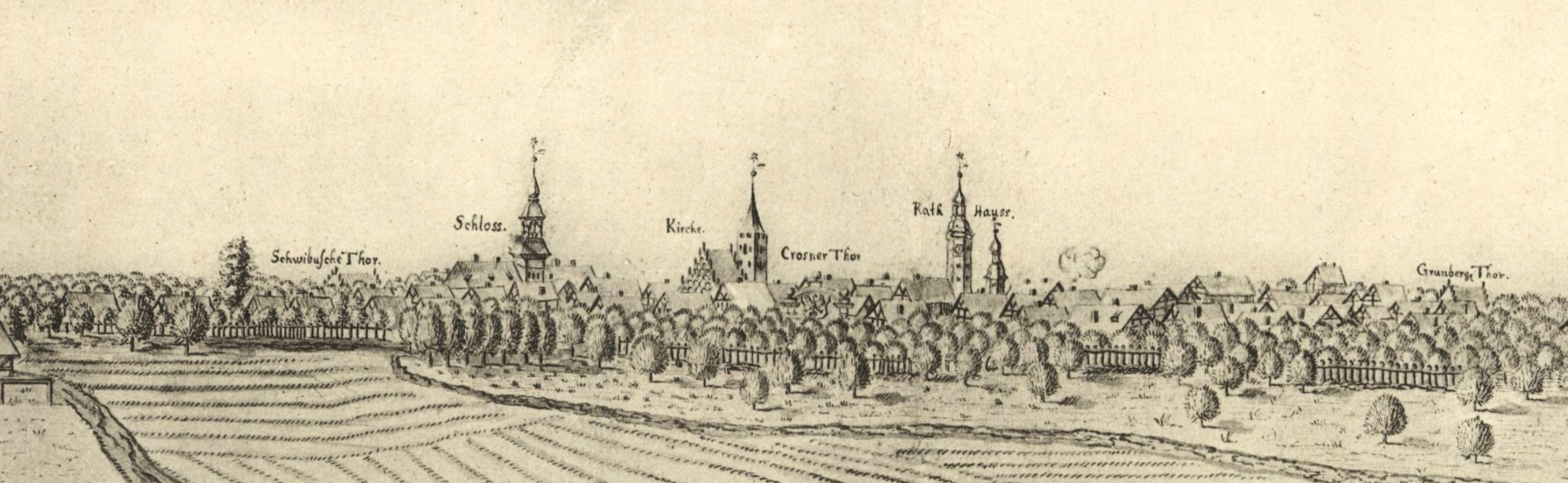
Panorama de Sulechów no século XVII

As origens da cidade remontam à época dos primeiros Piastas. Sulechów fazia parte do Estado de Miecislau I. Como resultado da divisão da Polônia, Sulechów fazia parte do Ducado da Silésia e, a partir de meados do século XIII, do Ducado de Głogów. Em 1482, passou a fazer parte da Marca de Brandemburgo. A cidade floresceu nos séculos XVI e XVII, graças ao desenvolvimento do comércio, do artesanato e da tecelagem. Os tecidos de Sulechów eram vendidos na Grande Polônia e na Silésia. De 1684 a 1725, cultos poloneses calvinistas foram realizados em Sulechów. O rei Frederico Guilherme I da Prússia instalou quartéis e as tropas foram posicionadas na cidade. Em 1723, foi fundado um lar para órfãos e, em 1766, o Colégio Pedagógico Real foi fundado. Em março de 1735, as autoridades da Confederação de Dzików, que apoiavam Estanislau Leszczyński, fizeram uma parada em Sulechów.
O século XIX foi um período de desenvolvimento dinâmico para Sulechów; a cidade e seus arredores foram um centro vital para os imigrantes poloneses durante esse período. No início do século XX, foram instalados sistemas de abastecimento de água e de esgoto, as calçadas foram pavimentadas, muitos edifícios foram construídos e o processo de industrialização moderna começou. Em 1919, a quarta Revolta na Grande Polônia terminou com Sulechów nos domínios da Alemanha.
No final da Segunda Guerra Mundial, uma marcha da morte organizada pelos alemães de mulheres judias do subcampo desmantelado do campo de concentração de Gross-Rosen, em Sława, passou por Sulechów. Com o fim da guerra e a expulsão da Wehrmacht em 30 de janeiro de 1945, Sulechów foi capturada. Isso foi feito por unidades do 9.º Corpo Blindado Independente do tenente-general Ivan Kirichenko do 33.º Exército da Primeira Frente Bielorrussa.
Depois que os poloneses assumiram o poder, uma placa memorial foi inaugurada na rua Poznańska em homenagem aos soldados soviéticos mortos. Sulechów, juntamente com os Territórios Ocidentais, foi incorporada à Polônia; e sua população alemã foi expulsa para os estados alemães. O nome atual da cidade foi aprovado administrativamente em 7 de maio de 1946.

## Sede de condado
Sulechów era o centro administrativo do condado de Sulechów, que existiu entre 1951 e 1975 na área dos atuais condados de Zielona Góra e Nowa Sól (voivodia da Lubúsquia). Esse condado incluía as cidades de Babimost e Kargowa e as comunas de Bojadła, Kolsko e Trzebiechów. Na reforma administrativa de 1999, o condado não foi restaurado e Sulechów foi incorporado ao condado de Zielona Góra.

## Monumentos históricos

Monumentos selecionados da cidade
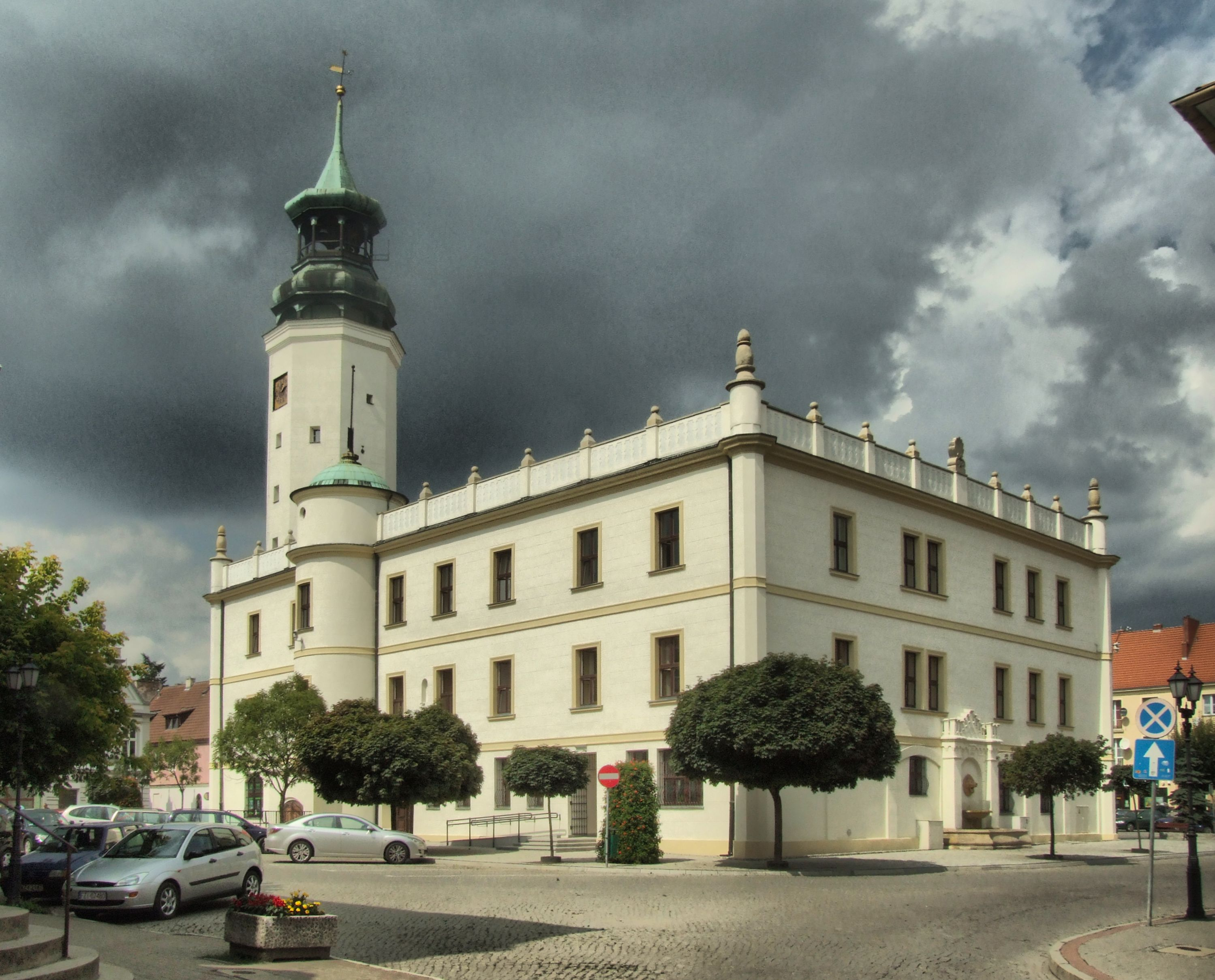
Prefeitura
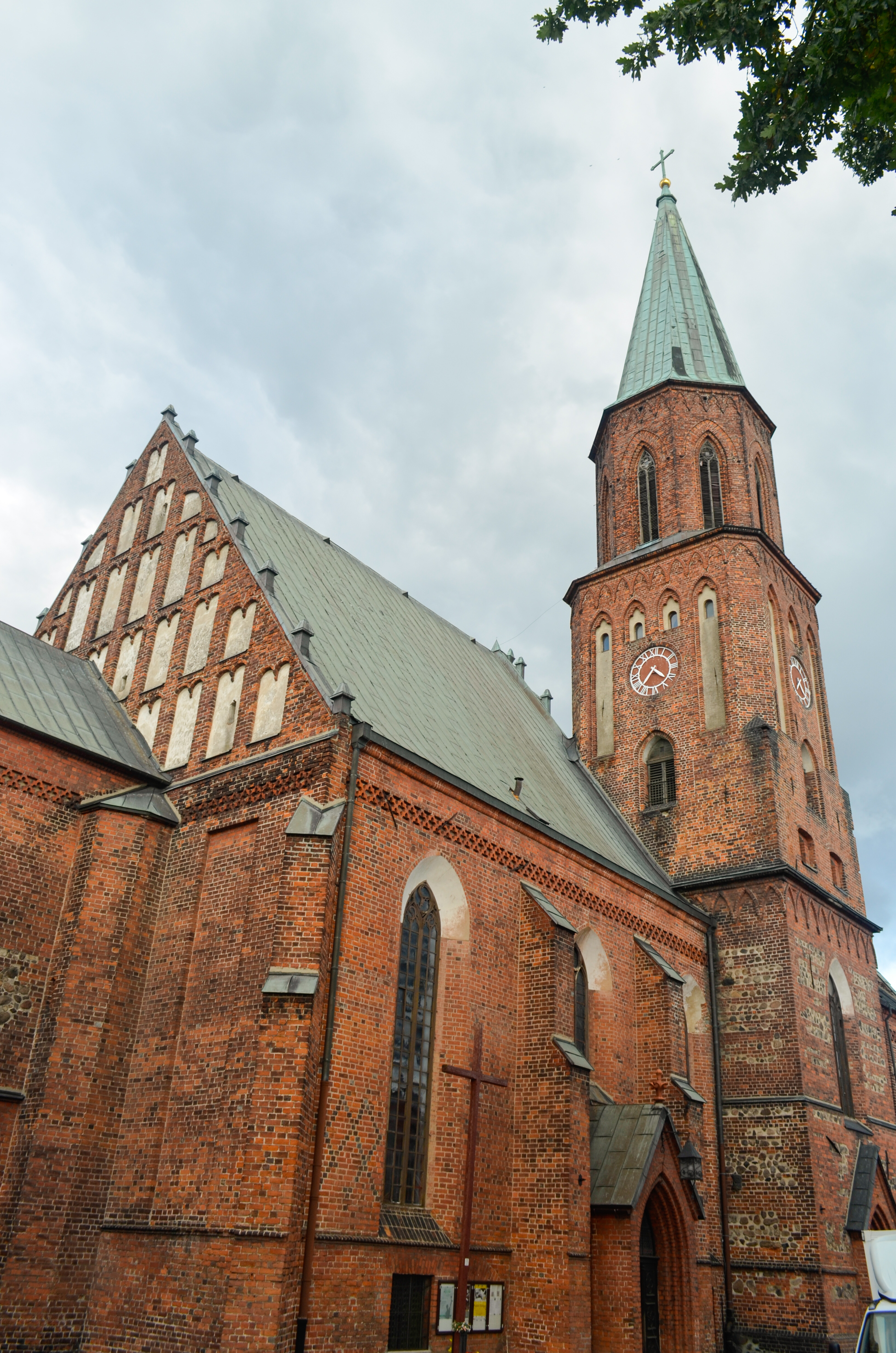
Igreja da Elevação da Santa Cruz
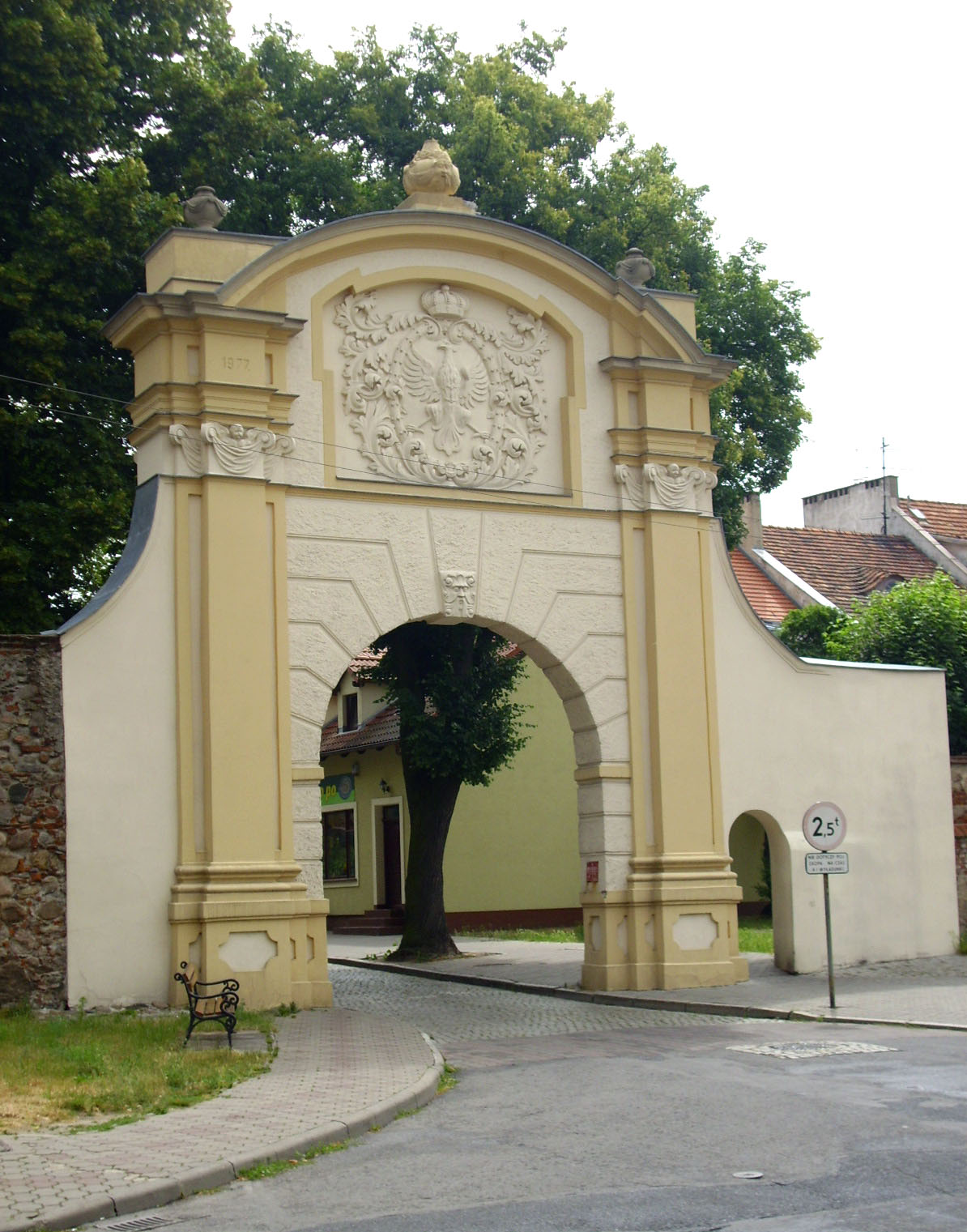
Portão de Krosno
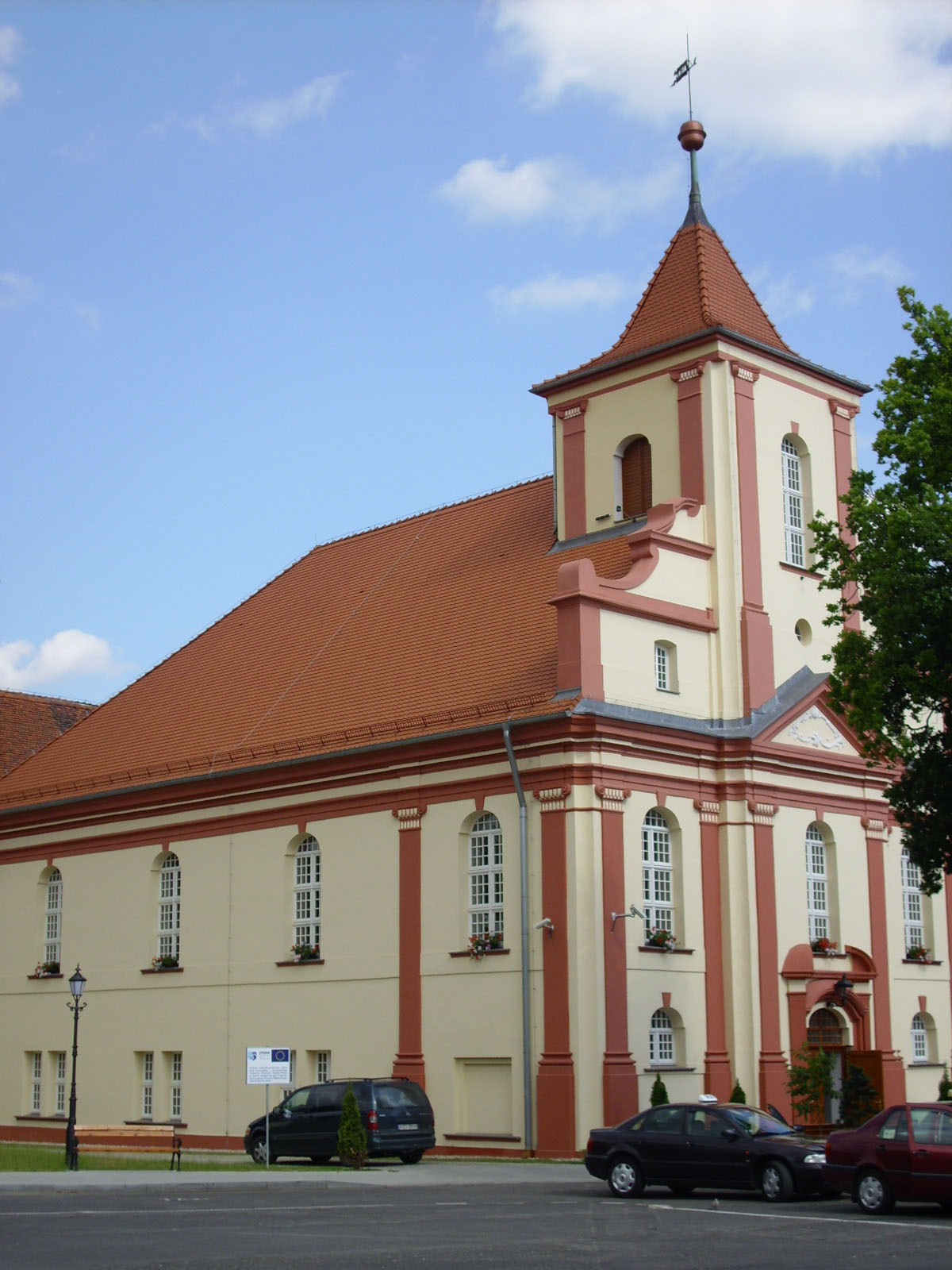
Igreja calvinista
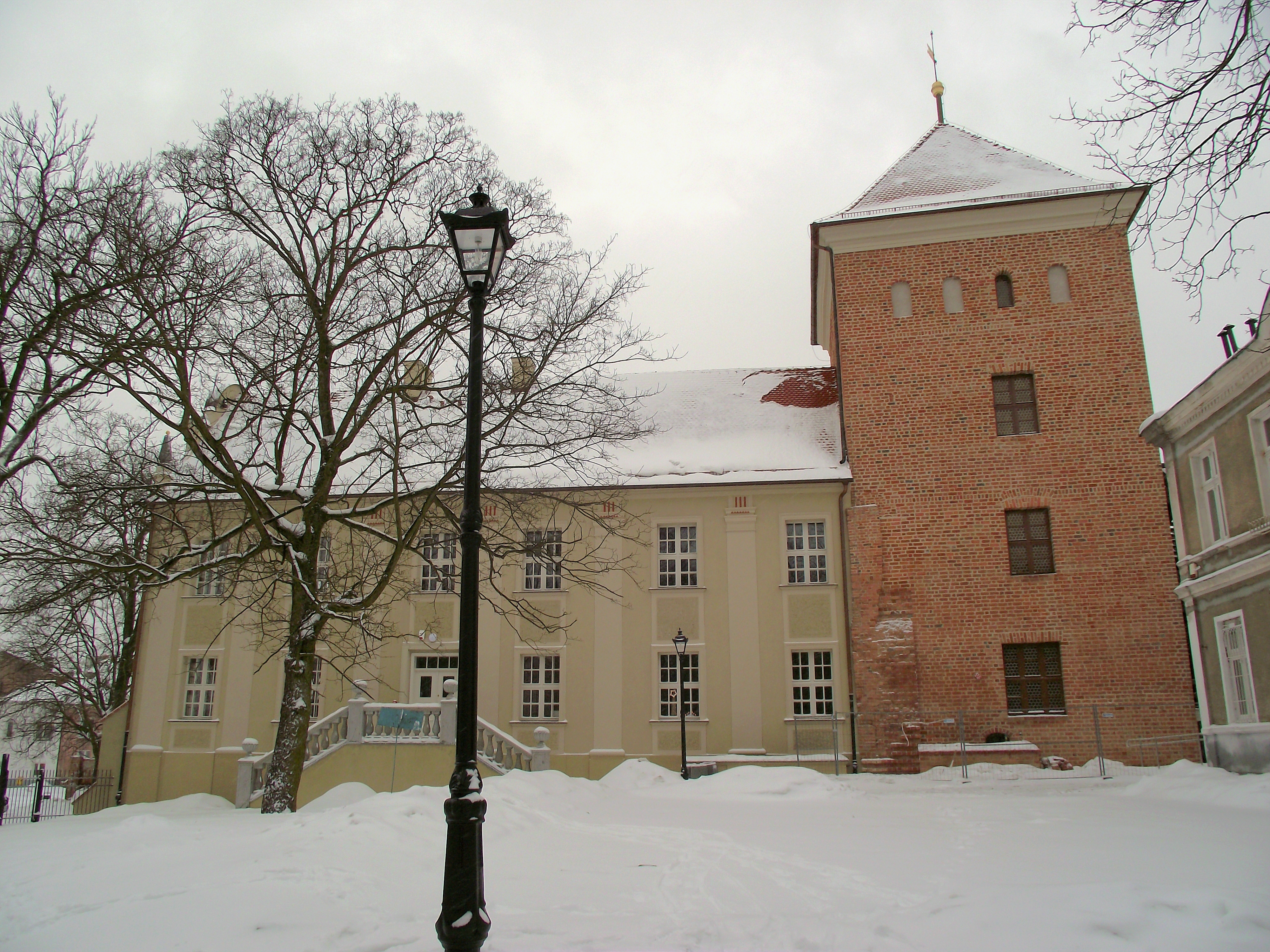
Castelo de Sulechów
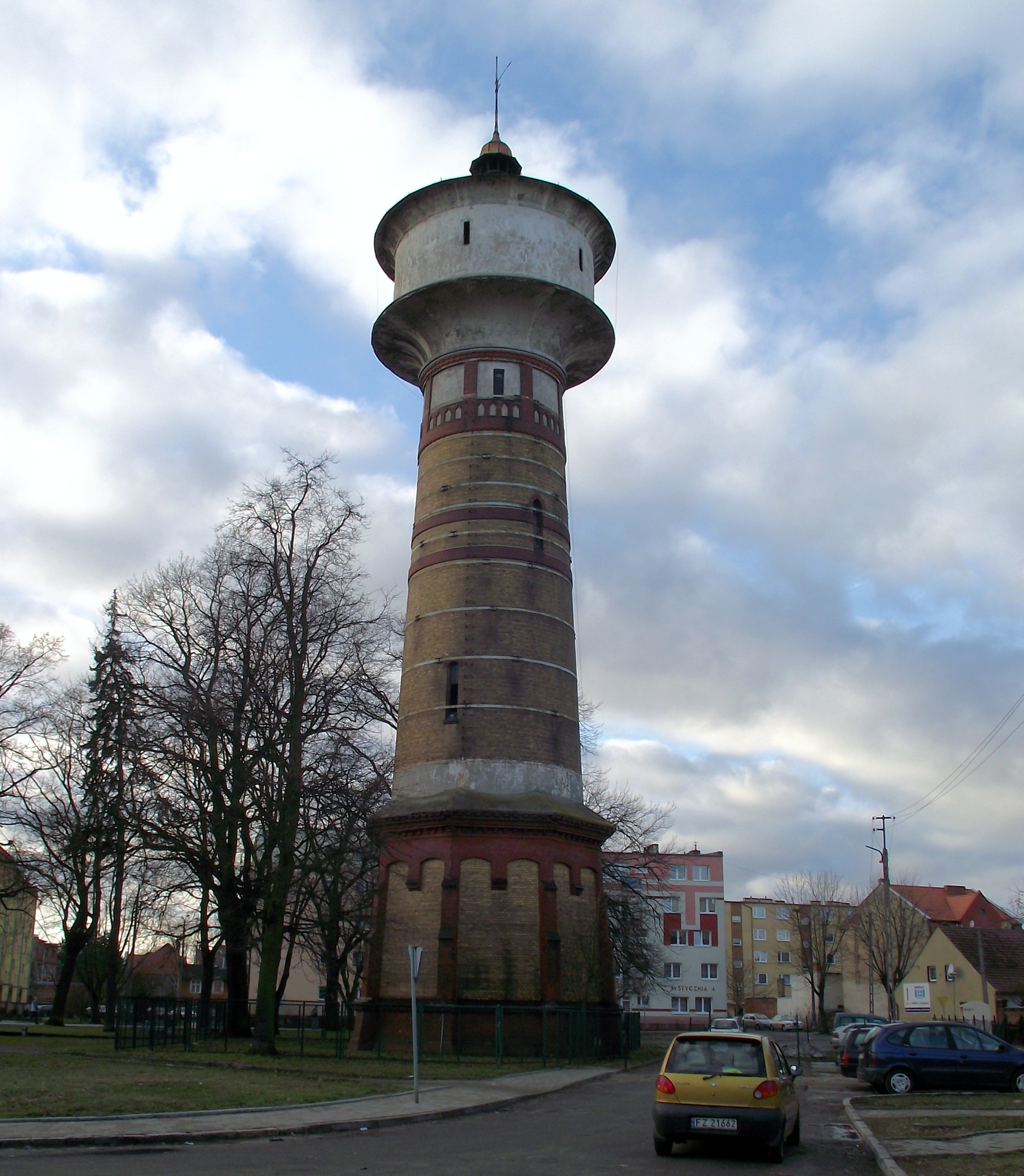
Torre de água

O registro provincial de monumentos inclui:
- Cidade
- Igreja Paroquial da Exaltação da Santa Cruz, dos séculos XIV e XVII
- Casa paroquial do século XVIII
- Igreja calvinista, atualmente um auditório, de meados do século XVIII, 1959, recentemente reformada e adaptada para um cinema e auditório, na avenida Wielkopolska
- Castelo com uma torre, rua Wielkopolska, 2, do século XV ao XVIII, na avenida Wielkopolska
- Muralhas da cidade, meados do século XIV, século XVI, construídas com pedras e tijolos, parcialmente destruídas, preservadas em fragmentos consideráveis na fronteira da parte medieval da cidade
- Portão de Krosno, em alemão, Crossener Tor, de 1704, o único portão sobrevivente dos quatro antigos portões da cidade; uma construção de tijolos rebocados de 1704 com características barrocas típicas, ricamente ornamentada e conectada com fragmentos das muralhas preservadas da cidade
- Prefeitura do século XVIII/XIX
- Avenida de tílias, na estrada Sulechów-Krężoły, de meados do século XIX
- Avenida de tílias, bordo e castanheiras, na estrada Sulechów-Skąpe, do século XIX/XX
- Casas, rua Armii Krajowej 1, 1a não identificada, 7, 21 inexistente, 22/23, 25/26, 56, 57, 59, 61, 62, 67, 74, 75, do século XIX/XX
- Complexo escolar “Pedagogium”, rua Armii Krajowej, 46–51, de 1733, meados do século XIX:
  - Escola de gramática “Pedagogium”, atual Escola Superior de Administração, rua Armii Krajowej, 51
  - Escola, atual centro educacional, rua Armii Krajowej, 50
  - Dormitório, atual casa dos alunos, rua Armii Krajowej, 48
  - Ginásio, rua Armii Krajowej, 46
  - Casa residencial, rua Armii Krajowej, 46
  - Parque escolar do século XIX
- Casa, rua Brama Piastowska, 1, de meados do século XIX
- Casa, rua Handlowa, 5, do século XVIII
- Casas, rua Łukasiewicza, 12, 13, 14, do século XIX/XX
- Casas, rua Niepodległości, 2, não existe mais, 9, 10, 11, 15, 16, 25, 28, 29, 30, mansão e anexo, jardim; 33, 35, 42, 43, do século XIX/XX
- Casas, rua Okrężna, 4, 13, 14, do século XVIII/XIX
- Casa na Praça da Prefeitura, 7, de meados do século XIX
- Casas, rua Sikorskiego 5, 8, 9, 10, 20, 21, 22, 25, do século XIX/XX
- Casas, rua Styczniowa, 6, 21, 24, 27, 31, inexistente, 35, 39, do século XIX/XX
- Casa, rua Szkolna, 5, em enxaimel, do século XVIII
- Casas, 2, 3, 11, 14, 16/17, 24, 25, 27, século XIX/XX, rua Jana Pawła II
- Casa, rua Wielkopolska, 4, do século XIX/XX
- Casa, rua Zwycięstwa, 15, 21a, 25, 32, do século XIX/XX
- Casas, rua Żeromskiego, 12, 28, 33, 34, 35, 39, do século XIX/XX
- Casas, rua Żwirki i Wigury, 7, 8, 10, do século XIX/XX
- Torre de água, rua Styczniowa, do final do século XIX
- Igreja de Santo Estanislau Kostka

### Edifícios listados não preservados
- Portão de Zielona Góra, em alemão: Grünberger Tor, medieval, demolido em 1714; um fragmento das paredes, anteriormente adjacente ao Portão de Zielona Góra, sobreviveu até os dias atuais na junção das ruas Sikorskiego e Nowy Rynek (a área era anteriormente conhecida como Grünberger Torplatz − Praça do Portão de Zielona Góra).[20][21][22]

## Cultura
- Casa da Cultura Fryderyk Chopin de Sulechów, avenida Wielkopolska 3[23]
  - Coro Cantabile
  - Estúdio de dança “Dream”
  - Orquestra de entretenimento
  - Teatro “Canto e Dança”
  - Estúdio de música
  - Orquestra de metais
  - Seção de xadrez
  - Seção de história
  - Conselho Municipal da Juventude
- Associação Cultural de Sulechów
- Associação Histórica de Sulechów

## Biblioteca
A decisão de fundar uma biblioteca pública municipal em Sulechów foi tomada no outono de 1948, e sua inauguração cerimonial ocorreu em 15 de janeiro de 1949, às 16 horas, no salão do cinema “Orzeł”. Naquela época, a coleção da biblioteca consistia em 487 livros. Conforme os dados do final de 2010, a biblioteca, localizada na rua Jana Pawła II, tinha 92 095 volumes em sua coleção de livros. Há uma filial da biblioteca na comuna e cinco filiais no restante do município, localizadas em Brody, Cigacice, Kalsko, Kijy e Pomorsk. A principal tarefa da biblioteca é “atender às necessidades de leitura da comunidade urbana e rural”.

## Meios de comunicação
Desde maio de 2001, a Prefeitura de Sulechów publica uma revista de informações locais gratuitas, a “Biuletyn Informacyjny Miasta i Gminy Sulechów”. Ela é distribuída em uma tiragem de 1 000 exemplares.
Desde dezembro de 2002, a cidade também publica uma revista mensal, a “Gazeta Sulechowska”, com uma tiragem de 1 500 exemplares. A revista tem caráter informativo, jornalístico e formador de opinião.

## Educação
- Jardins de infância:

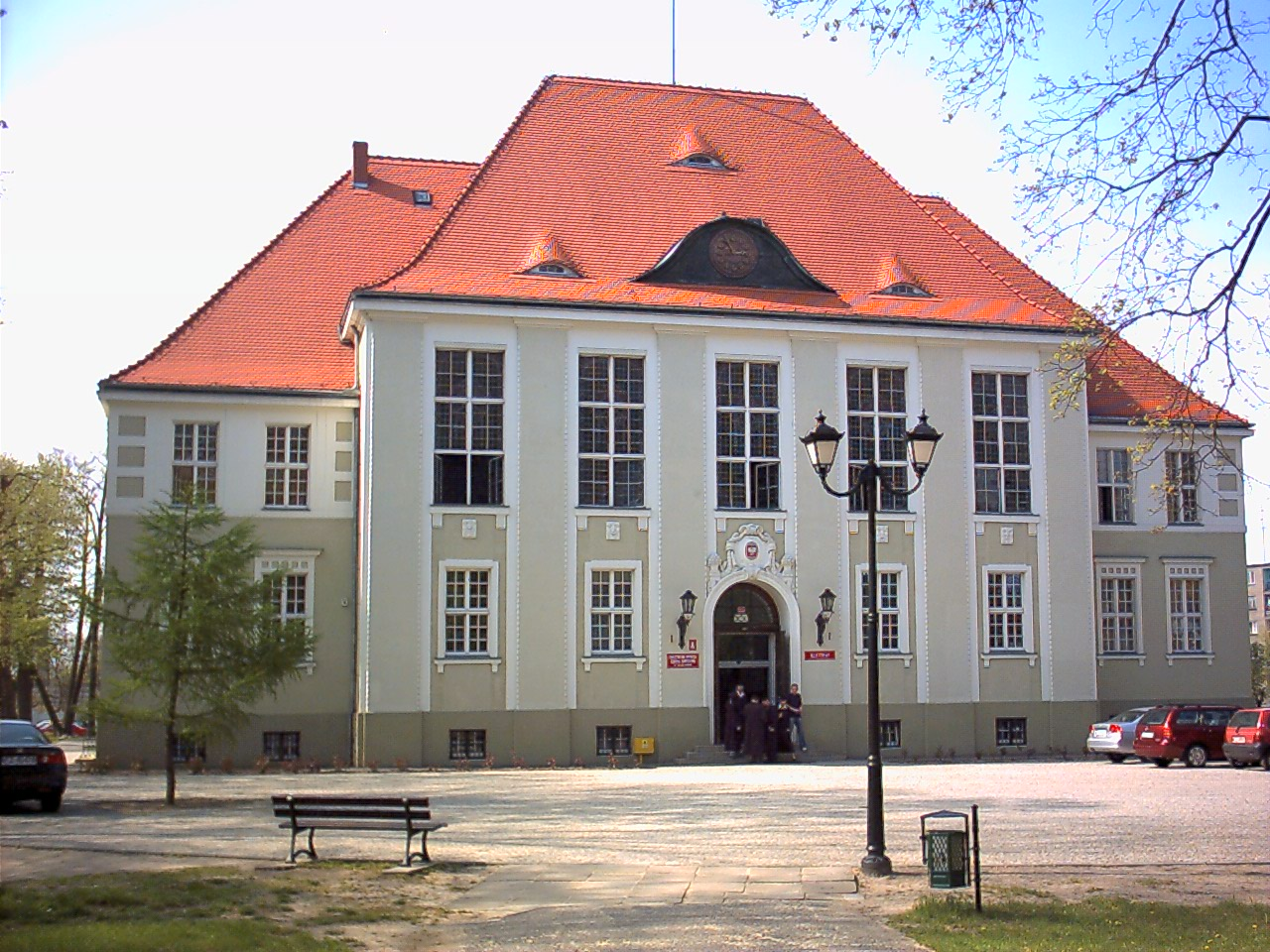
Escola Estatal de Ensino Superior Profissionalizante

  - Jardim de infância n.º 5, “Ursinho de pelúcia de conto de fadas”, osiedle Nadodrzańskie 3B[29]
  - Jardim de infância n.º 6, “Seis arco-íris”, rua Kościuszki 16[30]
  - Jardim de infância n.º 7, “Debaixo do cogumelo”, osiedle Zacisze 3[31]
  - Jardim de infância particular “Fada Boa”, rua M. Konopnickiej 5, os. Zacisze 13, os. Konstytucji 3 Maja 8, rua Okrężna 6,[32]
  - Jardim de infância e creche particular “Gucio”, osiedle Nadodrzańskie 3a, Kamienna 12[33]
  - Jardim de infância e creche particular “Luz do sol” com filial de integração (anteriormente “Norlandia Sulechów”), rua Adam Mickiewicz 2[34]
- Escolas primárias:
  - Escola de ensino fundamental n.º 1, General Józef Bem, rua Styczniowa 23[35]
  - Escola de ensino fundamental n.º 2, João Paulo II, rua 1 Maja 7[36]
  - Escola de ensino fundamental n.º 3, Janusz Kusociński, rua Piaskowa 52[37]
- Escolas especiais:
  - Escola Especial e Centro Educacional/SP, ZSZ, SPP, rua Łączna 1[38]
- Escolas de ensino médio:
  - Escola de Ensino Médio Witold Pilecki, rua Licealna 10[39]
  - Centro de Educação Profissional e Continuada, rua Piaskowa 53[40]
  - Escola de ensino médio particular
  - Escola secundária particular “Educação” para adultos, rua Wojska Polskiego 1

De 1 de setembro de 1998 a 1 de setembro de 2017, havia uma faculdade em Sulechów — a Escola Profissional Superior do Estado (até 30 de outubro de 2001 com o nome — Escola Profissional Superior de Administração Pública). Desde 1 de setembro de 2017, ela é um campus filial da Universidade de Zielona Góra.

## Transporte

### Transporte rodoviário
Estradas nacionais e provinciais se cruzam na cidade e em seus arredores imediatos.
| Sinal | Estrada                    | Trecho |
| ----- | -------------------------- | --- |
| S3    | Via expressa S3 (E65)      | Świnoujście – Goleniów – Szczecin – Gorzów Wielkopolski – Świebodzin – Zielona Góra – Sulechów – Lubin – Legnica – Bolków          |
| DK32  | Estrada nacional n.º 32    | Fronteira alemã – Gubinek – Krosno Odrzańskie – Zielona Góra – Sulechów – Wolsztyn – Rakoniewice – Grodzisk Wielkopolski – Stęszew |
| DW277 | Estrada provincial n.º 277 | Skąpe – Łochowo – Sulechów |
| DW278 | Estrada provincial n.º 278 | Szklarka Radnicka – Sulechów – Trzebiechów – Bojadła – Konotop – Sława – Wschowa                                                   |

Na época da República Popular da Polônia, até dezembro de 1985, Sulechów era alcançada pelas estradas estatais n.º 46 (parte da E14 internacional — “Trakt Piastowski”) e 44.

### Transporte por ônibus

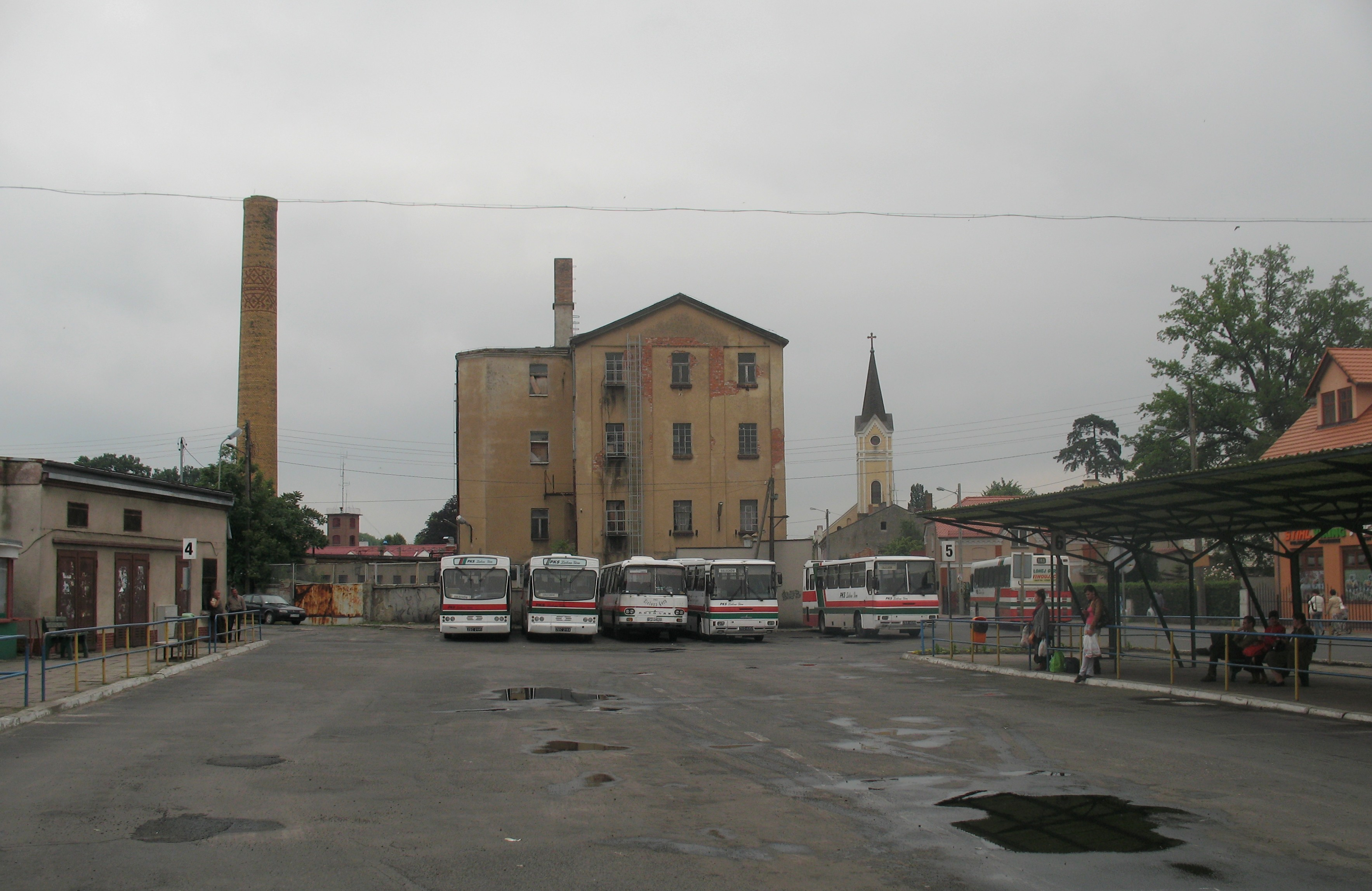
Estação de ônibus

Há uma estação de ônibus na cidade, localizada na rua Polskiego Czerwonego Krzyża, 10. Os ônibus das empresas de transporte motorizado, principalmente da PKS Zielona Góra, que administra a estação, param lá. Há também vários pontos de ônibus em Sulechów.
Os passageiros da cidade de Sulechów também são atendidos pela empresa de transporte DA-MI, que realiza transporte regular de passageiros em linhas de transporte de e para Zielona Góra, Babimost, Podmokle Małe e Kargowa.

### Transporte ferroviário

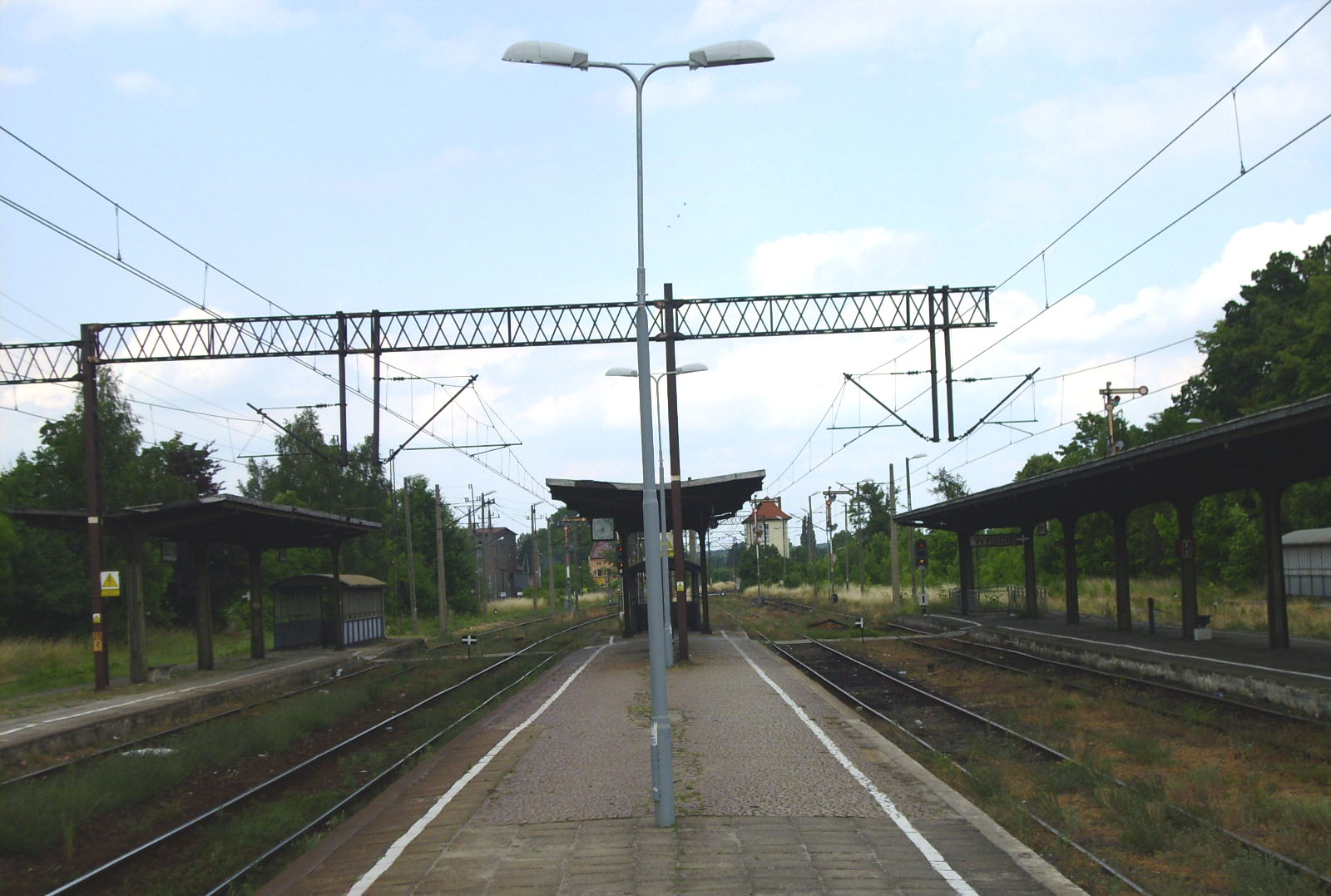
Plataformas da estação de Sulechów (2008)

Sulechów tem conexões ferroviárias diretas para Zielona Góra, Gorzów Wielkopolski, Varsóvia, Poznań e Gdańsk.
A estação ferroviária de Sulechów foi inaugurada em 26 de junho de 1870, com a linha ferroviária Poznań — Cottbus. No entanto, o prédio da atual estação ferroviária foi inaugurado em 1904. Até meados da década de 1990, era uma estação de entroncamento. Segundo a classificação das ferrovias estatais polonesas, ela tem a categoria de estação local.

### Outros
Há um ponto de táxi de passageiros em Sulechów, na praça Bispo Wilhelm Pluta.
Desde junho de 2007, uma zona de estacionamento pago está em operação no centro da cidade, abrangendo as seguintes ruas: praça Ratuszowy, praça biskupa Wilhelma Pluty, ruas M. Kopernika, Wł. Sikorskiego, Nowy Rynek, F. Chopina e Łukasiewicza.

## Demografia
Conforme os dados do Escritório Central de Estatística da Polônia (GUS) de 31 de dezembro de 2022, Sulechów é uma cidade pequena com uma população de 15 676 habitantes (11.º na voivodia da Lubúsquia e 279.º na Polônia), tem uma área de 6,83 km² (30.º lugar na voivodia da Lubúsquia e 748.º lugar na Polônia) e uma densidade populacional de 2 295,17 hab./km² (1.º lugar, a maior densidade populacional na voivodia da Lubúsquia e 31.º lugar na Polônia). Nos anos 2002–2021, o número de habitantes diminuiu 9,5%.
Os habitantes de Sulechów constituem cerca de 20,79% da população do condado de Zielona Góra, constituindo 1,60% da população da voivodia da Lubúsquia.
| Descrição                         | Total      | Total    | Mulheres   | Mulheres | Homens     | Homens   |
| --------------------------------- | ---------- | -------- | ---------- | -------- | ---------- | -------- |
| unidade                           | habitantes | %        | habitantes | %        | habitantes | %        |
| população                         | 15 676     | 100      | 8 185      | 52,2     | 7 491      | 47,8     |
| área                              | 6,83 km²   | 6,83 km² | 6,83 km²   | 6,83 km² | 6,83 km²   | 6,83 km² |
| densidade populacional (hab./km²) | 2 295,17   | 2 295,17 | 1 198,08   | 1 198,08 | 1 097,09   | 1 097,09 |

## Esportes e lazer
- Centro de esportes e lazer “Sulechowianka”, rua Licealna 10B[56]
  - Piscina coberta
  - Estádio municipal
- Clubes esportivos
  - Roltex Zawisza Sulechów (vôlei)[57]
  - Orion Sulechów (vôlei)[58]
  - Lech Sulechów — clube de futebol fundado em 1945, e joga no estádio municipal de Sulechów[59]
  - Clube de pesca esportiva Kleń Sulechów[60]
  - Clube Esportivo dos Alunos “Trójka” Sulechów (ginástica acrobática)[61]
  - Clube esportivo dos alunos “Jedynka” Sulechów (ginástica acrobática, salto ornamental)[62]

## Comunidades religiosas

### Igreja Católica de Rito Latino
A maioria dos habitantes de Sulechów, assim como de todo a comuna, é católica romana. Há duas paróquias na cidade: a paróquia da Exaltação da Santa Cruz, localizada na praça da Igreja, 4 (aproximadamente 12600 fiéis, também inclui a igreja filial em Kalsko), e a paróquia de Santo Estanislau Kostka, localizada na rua Odrzańska, 63 (aproximadamente 8000 fiéis, também inclui a igreja filial em Mozów). Há vários anos, há também uma paróquia da guarnição que abrange os serviços uniformizados e suas famílias.

### Igreja Pentecostal
A Igreja Pentecostal, uma comunidade evangélica protestante, também é ativa na cidade. A igreja pentecostal em Sulechów, pertencente ao distrito da Polônia Ocidental da Igreja Pentecostal na Polônia, está localizada na rua Jana Pawła II, 17. Conforme os dados de 31 de dezembro de 2010, ela tem menos de 50 membros, ou seja, pessoas que receberam o batismo nas águas e obtiveram a filiação à igreja local.

### Testemunhas de Jeová
Duas igrejas das Testemunhas de Jeová também estão ativas na cidade: Sulechów-Sul e Sulechów-Norte (incluindo um grupo de linguagem de sinais). O Salão do Reino está localizado na rua Czereśniowa, 2.